# 1966 en architecture
| Années de l'architecture : 1963 - 1964 - 1965 - 1966 - 1967 - 1968 - 1969    |
| Décennies de l'architecture : 1930 - 1940 - 1950 - 1960 - 1970 - 1980 - 1990 |

Cet article présente les faits marquants de l'année 1966 en architecture.

## Réalisations
- Saint Louis (Missouri) : achèvement de Gateway Arch de Eero Saarinen.

## Événements
- Création à Florence de l'agence d'architecture et de design Archizoom.
- Création à Florence de l'agence d'architecture et de design Superstudio.
- Publication de Complexity and Contradiction in Architecture (De l'ambiguïté en architecture) par Robert Venturi. C'est une première remise en cause du dogme Moderniste.
- Publication de L'Architettura della città d'Aldo Rossi. Rossi inscrit les apports de l'architecture et de l'urbanisme contemporain sur le temps long.

## Naissances
- David Adjaye.

## Décès
- Pol Abraham (° 1891).

et aussi
- Démétrios Galanis
- André Bloc
- Raymond Lopez
- Paul Manship
- Barry Faulkner
- Karl Gruber
- Henri Crouzat
- René Jaudon
- Jean Montariol
- Emil Fahrenkamp
- Fritz Bleyl
- Fernand Bodson
- Kauno Kallio
- Nikolaï Kolli
- Henri Dervin
- Duiliu Marcu
- Michel Vilain
- Agnes Magnell
- Maurice Boille
- Georges Peulevey
- André Leconte
- Margaret Staal-Kropholler
- Robert H. Boyer
- Wivi Lönn
- Victor Creten
- Henri-Paul Boissonnas

## Centenaires
Naissances
- Henry Bacon (architecte)
- Arsène Lejeune
- Gustave Umbdenstock
- Auguste Levêque
- Ragnar Östberg
- Carl Westman
- Gabriel Héraud
- Paul Auscher
- Léonce Hainez
- Aimable Delune
- Miguel Ventura Terra
- Victorien Lelong
- Camille Gardelle
- Victor Auclair
- René Binet (architecte)
- Émile Jéquier
- Joseph Pleyber
- Paul Legriel
- Dragutin Đorđević
- Jean-Émile Resplandy
- Henry Meige
- Francesc Berenguer i Mestres
- François Garas
- Charles Danne
- Frigyes Spiegel
- Victor Joachim Sucksdorff
- Banister Fletcher
- Albert Guilbert
- Thomas Reid Peacock
- Gino Coppedè
- Georges Nitsch
- Youssef Aftimus